# 福島県道392号会津若松熱塩温泉自転車道線
福島県道392号会津若松熱塩温泉自転車道線（ふくしまけんどう392ごう あいづわかまつあつしおおんせんじてんしゃどうせん）は、福島県会津若松市から喜多方市に至る一般県道。名前の通り県管理のサイクリングロードの3本のうちの一つである。計画では延長49.9kmに及び、現在は会津若松側で14km、喜多方側で9kmが整備されている。別名大川喜多方自転車道、会津浪漫輪道。阿賀川、大川、濁川、押切川に沿う。他の県道や基幹農道の脇に沿って別個に整備されている区間もある。

## 路線概要
- 起点：会津若松市芦ノ牧温泉脇の国道118・121号上
- 終点：喜多方市熱塩温泉入り口
- 延長：49.9km、うち若松側14km、喜多方側9kmが整備されている。

### 道路施設
野辺沢橋
- 全長：49.3m
  - 主径間：23.8m
- 幅員：2.0（3.0）m
- 形式：2径間PC連結プレテンT桁橋
- 竣工：2001年度

喜多方市熱塩加納町山田字堂ノ下から熱塩加納町熱塩字前田に跨り、一級水系阿賀野川水系押切川支流の野辺沢川を渡る。福島県道333号日中喜多方線の野辺沢橋の下流側に並行してかかっている自転車道単独の橋梁である。総工費は7900万円。

## 交差する道路・路線
- 会津若松市内
  - 国道118・121号（起点から大戸町上三寄大豆田サイクリングロード分岐まで重複）
  - 福島県道23号会津高田上三寄線（平面交差）
  - 福島県道128号会津若松会津高田線（立体交差）
  - 国道401号（立体交差）
  - 福島県道59号会津若松三島線（下記県道との重複区間と重複する）
  - 福島県道366号滝谷桧原線（新湯川橋を渡り終えるまで重複）
  - 市道（会津大橋の先より独立したサイクリングロードが途絶える。市道で代替。）
- 河沼郡湯川村内
  - 国道49号・福島県道33号会津坂下河東線（平面交差）
  - 福島県道127号会津坂下塩川線（現道では山王橋を渡り終えるまで重複）
- 喜多方市内
  - 福島県道21号喜多方会津坂下線（県道61号分岐まで重複）
  - 福島県道61号塩川山都線（新宮橋まで重複。この先から独立するが、未舗装である。）
  - 福島県道16号喜多方西会津線（平面交差）この後舗装路となる
  - 国道459号（立体交差）
  - 福島県道335号大平喜多方線（立体交差）
  - 福島県道333号日中喜多方線（前述のように並行する。その後平面交差。）
  - 国道121号
  - 福島県道333号日中喜多方線（野辺沢川から終点までまた重複。）
- 福島県道334号熱塩温泉追分線（終点）

## その他
- 整備が行き届いている区間にはセンターライン、休憩所、接続道路の横断方法を示した案内板がある。